# Star Trek: Mindenen túl
A Star Trek: Mindenen túl (eredeti cím: Star Trek Beyond) 2016-ban bemutatott amerikai sci-fi-akciófilm. A Star Trek franchise tizenharmadik nagyjátékfilmje, a 2009-es Star Trek, és a 2013-as Sötétségben – Star Trek folytatása. Justin Lin rendezte, a forgatókönyvet Roberto Orci, Doug Jung és Simon Pegg írta Gene Roddenberry azonos című televíziós sorozata alapján. A film producere J. J. Abrams, Roberto Orci és Bryan Burk. Főszereplői Chris Pine, Zachary Quinto, Karl Urban, Zoë Saldana, Anton Yelchin, Simon Pegg és John Cho az előző filmbeli szerepeikben, míg Idris Elba, Joe Taslim és Sofia Boutella újonnan csatlakoztak a szereplőgárdához.
Bemutatója az Egyesült Államokban 2016. július 22., Magyarországon 2016. július 21.

## Cselekmény
Az USS Enterprise-t ötéves útja felénél egy diplomáciai küldetést teljesít; nem sok sikerrel. Az Abronath ereklye végül az ő kezükben marad. Így térnek Yorktownba, a Föderáció legújabb és legnagyobb mesterséges bolygójára.
A legénység azonban széthullás előtt áll: James T. Kirk (Chris Pine) kapitány előléptetésre vágyik és otthagyná az Enterprise-t Spockra (Zachary Quinto) bízva annak irányítását. Ő azonban hírt kap az Új Vulcan bolygóról: idősebb énje meghalt, így szeretné átvenni a helyét a Vulcan Nagytanácsban és a Csillagflottát elhagyni. Ráadásul szakított Uhurával (Zoë Saldana) is. Eközben Hikaru Sulu (John Cho) kormányos is a családjával szeretne többet lenni. Egyedül McCoy doki (Karl Urban), Scotty (Simon Pegg) főgépész, és Pavel Chekov zászlós (Anton Yelchin) azok, akik szeretnének a "családban" maradni a hajó fedélzetén.
Egyszercsak egy mentőkapszula kér segítséget: a pilóta, Kalara, elmondása szerint a közeli nebulában lévő Altamid bolygón szenvedett hajótörést egy ismeretlen faj támadását követően. Kirk kapitány és legénysége vállalja a mentőakciót, azonban a bolygó mellett őket is megtámadja egy méhboly szerű, sok ezer parányi hajóból álló flotta, ami az Enterprise-t miszlikbe aprítja. A tányérszekció egészben a bolygó felszínére zuhan, a gépészeti része elpusztul.
A lények menet közben betörnek az Enterprise fedélzetére és elszántan keresnek valamit, mégpedig az Abronath-ot egy bizonyos Krall (Idris Elba) parancsára. Ám ezt az ereklyét Kirk megbízható helyre elrejti. A legénység zöme, köztük Sulu és Uhura is fogságba esnek - őket egy táborba gyűjtik be. Kirk és Chekov Kalara társaságában érnek földet, McCoy doki és Spock, aki súlyosan megsérül, tőlük jóval odébb, akárcsak Scotty, aki egyedül maradt az ismeretlen planétán.
Míg McCoy doki ellátja Spock vérző sérülését, addig Scotty belebotlik Jaylahba (Sofia Boutella), egy idegen lányba, aki Krall gyűjtőtáborából szökött el túlélőként és most bujkál, kiutat keresve a bolygóról. Elvezeti rejtekhelyére, ami nem más mint a USS Franklin, ami közel egy évszázada tűnt el a Csillagflottából. Közben Jim, Chekov és Kalara visszatérnek a lezuhant Enterprise tányérszekciójára. Itt az idegen felfedi kilétét: ő valójában Krall kémje és az űrhajót szánt szándékkal csalták ide, hogy megkaparintsák az Arbonath-ot. Ekkor lerohanják őket Krall katonái, de Kirk és Chekov megmenekül, miközben a cselszövő és csatlósai a tányér alatt lelik halálukat.
Ezt követően rátalálnak Scottyra és Jaylah-ra, akikkel közösen kutatják fel a hajó legénységét. Ez az Uhura nyakába Spock által akasztott radioaktív, ritka Vulcan-i féldrágakőnek köszönhetően sikerül is, így tervet eszelnek ki a kiszabadításukra. Időközben Krall bázisán kínvallatják a legénységet, akik ennek hatására odaadják az Abronath-ot Krallnak. Ő pedig összeállítja a birtokában lévő többi darabbal egy ősi biológiai fegyverré, amivel nemcsak Yorktownot, hanem az egész Föderációt szeretné elpusztítani. El is indul útjára a méhboly-flottájával.
Közben a USS Franklint felélesztik: a hajónaplóból kiderült, hogy a hajó az Altamidon közel egy évszázada lezuhant miután az egy féregjáraton keresztül érkezett ide. A kapitánya, Balthazar Edison, lényegében egyedül maradt túlélőként az idő múlásával.
A mentőakció sikeres: a legénységet kimentik maradéktalanul, illetve leszámolnak Krall helyőrségével, a USS Franklin pedig ha nehezen is, de újra repül. Kirk, Chekov és Scotty rájön, hogy a parányi hajók mozgását központilag Krall koordinálja, viszont egy VHF vagy rádiófrekvenciás adással könnyedén meg lehet zavarni kommunikációjukat. Ez sikerül is, látványos tűzijátékot okozva Yorktown peremén. A "muzsikát" Jaylah szolgáltatta a "zajdobozával", ami a Sabotage című dalt játszotta le a Beastie Boys-tól - Jim megelégedésére.
Krall azonban bejut a város szívébe és kezdetét veszi a végső hajsza. Közben a hajónaplóból az is kiderült, hogy Krall nem más, mint maga Balthazar Edison a Franklin kapitánya, aki legénységének főtisztjeivel egy ősi életerő-kiszipolyozó terápiának köszönhetően maradtak életben. Nem mellesleg Edison végtelen gyűlöletet érez a Föderáció iránt, mivel az együttműködött korábbi ellenségeivel (pl. Romulánokkal és a Xindivel), mi több - balesetüket is a Csillagflotta árulásának tekinti, így vérbosszút esküdött ellenük. A terápia hatására azonban ő is eltorzult, eggyé válva az idegen lényekkel.
Krall eljut a központi légkamrába, ahol aktiválva a szerkezetet egész Yorktownot elpusztíthatja. Viszont Kirk a végső harcban legyőzi az elkorcsosult egykori földi katonát, aki így kirepül a főzsilipen keresztül a világűrbe, miközben az Abronath fancsikra szedi.
A történtek után Edison kapitány aktáját végleg lezárják. S bár előléptetnék Kirk-öt Yorktown parancsnokává, ő azonban mégis az Enterprise kapitánya marad, akárcsak Spock elsőtiszt, aki végül megint összemelegszik Uhurával. Jaylah csatlakozik a Csillagflotta Akadémiához. A megsemmisült Enterprise helyére megépítik a fejlettebb 1701-A jelű csillaghajót ugyanezen a néven, így a csapat folytatja útját oda, ahová még azelőtt senki nem járt.

## Szereplők
| Szerep                                                                                           | Színész        | Magyar hang         |
| ------------------------------------------------------------------------------------------------ | -------------- | ------------------- |
| James T. Kirk parancsnok / kapitány, az Enterprise csillaghajó parancsnoka, korábban elsőtisztje | Chris Pine     | Zámbori Soma        |
| Spock elsőtiszt, parancsnok és tudományos tiszt                                                  | Zachary Quinto | Széles Tamás        |
| Dr. Leonard „Bones” McCoy alparancsnok, tiszti főorvos                                           | Karl Urban     | Crespo Rodrigo      |
| Hikaru Sulu hadnagy, pilóta                                                                      | John Cho       | Pálmai Szabolcs     |
| Nyota Uhura hadnagy, kommunikációs tiszt                                                         | Zoë Saldana    | Pikali Gerda        |
| Pavel Chekov zászlós, navigátor                                                                  | Anton Yelchin  | Gacsal Ádám         |
| Montgomery „Scotty” Scott, másodtiszt és főgépész                                                | Simon Pegg     | Görög László        |
| Krall                                                                                            | Idris Elba     | Barabás Kiss Zoltán |
| Jaylah                                                                                           | Sofia Boutella | Bogdányi Titanilla  |
| Paris parancsnok                                                                                 | Sohre Ágdáslu  | Menszátor Magdolna  |
| Kalara                                                                                           | Lydia Wilson   |                     |
| Manas                                                                                            | Joe Taslim     |                     |
| Keenser                                                                                          | Deep Roy       | –                   |

## Folytatás
Chris Pine és Zachary Quinto szerződést kötöttek, hogy visszatérnek Kirkként és Spockként egy negyedik film erejéig. 2016 júliusában, J. J. Abrams egy negyedik filmre vonatkozó terveket erősített meg, és kijelentette, hogy Chris Hemsworth vissza fog térni, mint Kirk apja, George, akit az első film prológusában játszott. Később a Paramount Pictures megerősítette Hemsworthnek és a Mindenen túl szereposztása legnagyobb részének a visszatérését. Abrams és Lindsey Weber producerként, J. D. Payne és Patrick McKay íróként térnek vissza.
2018 augusztusára azonban Pine és Hemsworth is kiléptek a projektből, miután nem sikerült megegyezniük a gázsikról, hírek szerint a Mindenen túl vártnál alacsonyabb bevételei miatt kínáltak kevesebb bért a két színésznek. Egy évvel később pedig a rendező is elhagyta a készülő filmet, így teljesen bizonytalanná vált a forgatás megkezdése.
A Scotty-t alakító Simon Pegg, aki részben a forgatókönyvet is írta, egy 2020 februári interjúban úgy fogalmazott, hogy a Mindenen túl nem termelt annyi pénzt, mint más franchise-ok, miközben a stúdió vezetősége sem igazán használta ki a Star Trek 50. évfordulóját, ráadásul időközben elhunyt a Chekovot alakító Anton Yelchin, mindezek miatt pedig bizonytalannak látja a folytatás lehetőségét.
Nemhivatalos folytatásként egy 18 részes képregény-sorozat is megjelent Star Trek: Boldly Go címmel, mely a legénység további kalandjairól szól, mielőtt a film végén megépülő Enterprise-A-val indulnának újabb küldetésekre. Ebben többek közt Kirk a USS Endeavour parancsnokaként kerül kalandos helyzetekbe, miközben Spock és Uhura Új-Vulkánra tett látogatása is új problémákat eredményez.
2021 júliusában jött újabb infó a folytatásról, eszerint a rendező Matt Shakman, a forgatókönyvírók Lindsey Beer és Geneva Robertson-Dwore, a forgatást pedig 2022 tavaszán kezdenék, a forgatás azonban ekkor sem kezdődött meg.
Közben olyan újabb, alapvetően sikeresnek mondható Star Trek-sorozatok jelentek meg streamingen, mint a Star Trek: Discovery, a Star Trek: Lower Decks, a Star Trek: Picard, a Star Trek: Protostar, vagy a Star Trek: Különös új világok, ezért felmerült, hogy ezen sorozatok sikerei miatt a J. J. Abrams féle idővonal mozifilmjeivel már nem számolnak komolyabban.